# Bouvier des ardennes
Bouvier des ardennes är en hundras med ursprung i Ardennerna i Belgien, där dess traditionella användningsområde var som boskapshund. Rasen formades av det kärva klimatet och fattiga förhållanden till att bli en hårdför och tålig hund.

## Historia
1913 skrevs den första rasstandarden. Rasen erkändes av den belgiska kennelklubben 1923 och av Fédération Cynologique Internationale (FCI) 1963. Under andra världskriget drabbades Ardennerna hårt, så också bouvier des ardennes. Efter kriget minskade antalet jordbruk som höll nötboskap och rasen blev alltmer sällsynt. 1985 upptäcktes av en tillfällighet ett litet antal bouvier des ardennes som fanns kvar i Ardennerna och ett rekonstruktionsarbete inleddes. 1996 fann man några ytterligare hundar med dokumenterad härstamning tillbaka till 1930-talet i norra Belgien och som fortfarande användes som vallhundar.

## Egenskaper
Bouvier des ardennes är en orädd, livlig, energisk och uthållig hund som använts till den krävande uppgiften att valla svin. Under 1800-talet började de användas som viltspårhundar för ledhundsjakt på hjort och vildsvin. Den är reserverad mot främlingar men tillgiven mot sin familj. För att få högre utmärkelser på hundutställning måste den ha meriter från motsvarande bruksprov.

## Utseende
Den är en stickelhårig muskulös hund som kan beskrivas som ett mellanting mellan bouvier des flandres och laekenois-typen av belgisk vallhund. I hemlandet kuperas svansen traditionellt, men den finns även med naturlig stubbsvans.